# 聖伊格納西奧 (聖克魯斯省)

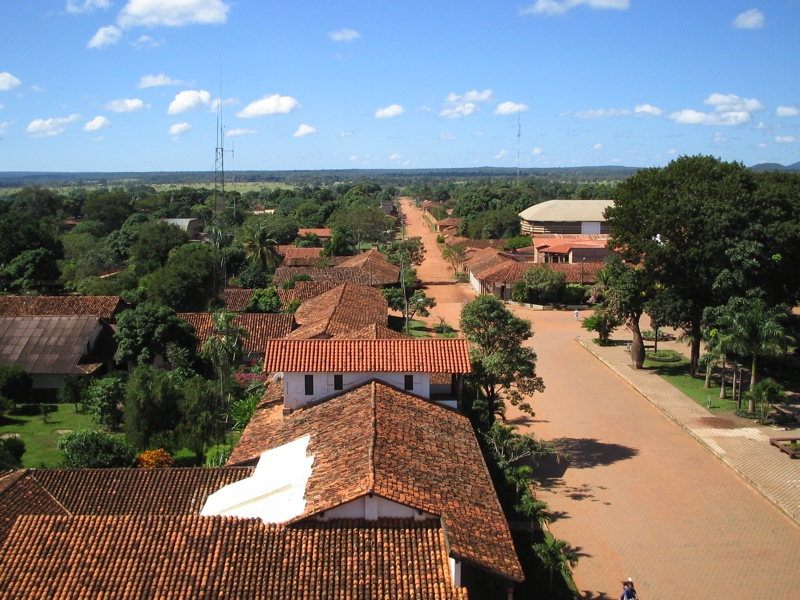

聖伊格納西奧是玻利維亞的城鎮，位於該國東部，由聖克魯斯省負責管轄，距離首府聖克魯斯476公里，始建於1749年，海拔高度410米，2012年人口31,196。

## 外部連結
- Map of the José Miguel de Velasco Province